# Self Esteem
«Self Esteem» (укр. Самоповага) — пісня американської панк-рок групи The Offspring. Це восьмий трек з третього студійного альбому «Smash» та другий сингл з альбому. Ця пісня була хітом у всьому світі, досягнувши 1 позиції в чартах Латвії, Норвегії і Швеції і був одним з найуспішніших синглів групи. Тим не менш, фронтмен Декстер Голланд згадує в «Complete Music Video Collection», що ця пісня не була дуже популярна в Японії.
«Самоповага» була номінований в 1995 р. MTV Europe Music Awards як «Найкраща пісня», але програла пісні The Cranberries «Zombie».
Пісня також з'являється третім треком в збірнику «Greatest Hits» (2005).

## Трек-лист

### CD-диск
| #  | Назва                   | Тривалість |
| -- | ----------------------- | ---------- |
| 1. | «Self Esteem»           | 4:17       |
| 2. | «Burn It Up»            | 2:43       |
| 3. | «Jennifer Lost the War» | 2:35       |

### CD maxi
| #  | Назва                   | Тривалість |
| -- | ----------------------- | ---------- |
| 1. | «Self Esteem»           | 4:17       |
| 2. | «Jennifer Lost the War» | 2:35       |
| 3. | «Burn It Up»            | 2:43       |

### 12" maxi
| #  | Назва                   | Тривалість |
| -- | ----------------------- | ---------- |
| 1. | «Self Esteem»           | 4:17       |
| 2. | «Burn It Up»            | 2:43       |
| 3. | «Jennifer Lost the War» | 2:35       |

## Музичне відео
Режисером музичного відео до пісні став Даррен Лаветт (який також зрежисирував їх попереднє відео «Come Out and Play»). Кліп був знятий в серпні 1994 року, після того, як альбом «Smash» став золотим та платиновим. Музичне відео зображує кілька людей, що виконують різноманітні трюки. Між ними показується група, яка виконує пісню на сцені.
Протягом відео Декстер з'являється в трьох різних футболках із зображенням музичних груп. Спочатку він одягнений у футболку з Sex Pistols. Потім він носить футболку з The Germs, а потім — з The Vandals (у сцені, де він постає у вигляді скелета).
В інтерв'ю на DVD «Greatest Hits» групи «The Offspring», Кевін Вассерман сказав, що віддав свій Fender Stratocaster (на якому він грав в кліпах на «Come Out and Play» і «Self Esteem») одному з акторів, що знімалися на відео.
«Self Esteem» залишається одним з найпопулярніших відео групи. Популярність кліпу на MTV сприяла вдалому запуску пісні на радіо.

## Чарти
| Чарт (1995)                           | Найвища сходинка |
| ------------------------------------- | ---------------- |
| Australian ARIA Singles Chart         | 6                |
| Austrian Singles Chart                | 4                |
| Belgian (Flanders) Singles Chart      | 8                |
| Belgian (Wallonia) Singles Chart      | 8                |
| Canadian RPM Singles Chart            | 34               |
| Denmark Singles Chart                 | 1                |
| Dutch Top 40                          | 4                |
| French SNEP Singles Chart             | 20               |
| German Singles Chart                  | 4                |
| Irish Singles Chart                   | 27               |
| New Zealand RIANZ Singles Chart       | 4                |
| Norwegian Singles Chart               | 1                |
| Swedish Singles Chart                 | 1                |
| UK Singles Chart                      | 37               |
| U.S. Billboard Hot 100 Airplay        | 45               |
| U.S. Billboard Mainstream Rock Tracks | 7                |
| U.S. Billboard Modern Rock Tracks     | 4                |

| Річний чарт (1995)               | Місце |
| -------------------------------- | ----- |
| Australian Singles Chart         | 35    |
| Austrian Singles Chart           | 18    |
| Belgian (Flanders) Singles Chart | 16    |
| Belgian (Wallonia) Singles Chart | 20    |
| Dutch Top 40                     | 15    |
| French Singles Chart             | 70    |

### Сертифікати
| Країна   | Сертифікат | Дата          | Сума сертифікату |
| -------- | ---------- | ------------- | ---------------- |
| Норвегія | Platinum   | 1995          | 10,000           |
| Швеція   | Gold       | June 12, 1995 | 10,000           |